# Hans-Michael Rehberg
Hans-Michael Rehberg (Fürstenwalde/Spree, 2 aprile 1938 – Berlino, 7 novembre 2017) è stato un attore tedesco.

## Filmografia parziale

### Cinema
- L'orologiaio (Georg Elser - Einer aus Deutschland), regia di Klaus Maria Brandauer (1989)
- Schindler's List - La lista di Schindler (Schindler's List), regia di Steven Spielberg (1993)
- Geography of the Heart, regia di Alexandra Billington (2016) - cortometraggio

### Televisione
- Pfarrer Braun - serie TV, 22 episodi (2003-2014)